# Judit Polgár
Judit Polgár (Budapest, 23 de julio de 1976) es una gran maestra de ajedrez húngara ya retirada, considerada la mejor jugadora femenina de ajedrez de la historia. En 1991 obtuvo el título de Gran Maestro Internacional a la edad de 15 años y cuatro meses, convirtiéndose en su momento en la persona más joven en obtenerlo, rompiendo el récord que ostentaba anteriormente el ex Campeón del Mundo Bobby Fischer. Es la única mujer que ha conseguido figurar entre los diez primeros ajedrecistas de la clasificación mundial, lográndolo por primera vez en la lista de enero de 1996 y alcanzando en enero de 2004 la octava posición. Fue la mujer número uno en el mundo desde enero de 1989 hasta su retiro el 13 de agosto de 2014.
Polgár es la única mujer que ha ganado una partida contra un jugador número uno del mundo reinante, y ha derrotado a once campeones mundiales actuales o anteriores en ajedrez rápido o clásico: Magnus Carlsen, Anatoly Karpov, Garry Kasparov, Vladímir Krámnik, Boris Spassky, Vasily Smyslov, Veselin Topalov, Viswanathan Anand, Ruslan Ponomariov, Alexander Khalifman y Rustam Kasimdzhanov.

## Biografía
Hija de Klara y László Polgár, quien le enseñó a jugar ajedrez y organizó para sus tres hijas (Sofia, Susan y Judit) un programa educativo particular en donde el ajedrez se encontraba presente en un lugar preferencial. La hermana mayor, Zsuzsa Polgár, también es Gran Maestra internacional y la segunda, Sofía, es Maestra internacional. El padre insistió en que las hijas no participaran en torneos femeninos, sino sólo en los absolutos. László Polgár demostró que los niños pueden conseguir logros excepcionales si se les forma en una materia especializada desde una edad muy temprana. Dicha formación se basó en ajedrez y esperanto, lo cual le acarreó a Lászlo un roce con las autoridades húngaras por considerar estas que la educación en el hogar no tenía un enfoque socialista.
Polgár obtuvo el título de Gran Maestro en 1991 a los quince años y cuatro meses. Consiguió la victoria en el Campeonato de Hungría de 1991, también triunfos en los torneos de Hastings (1992-1993) y en Madrid (1994), derrotando a jugadores como Gata Kamsky, Shírov o Valeri Sálov. También se alzó con el triunfo en el torneo de Stornoway, en el año de 1995.
En 2002 venció a Gari Kaspárov en una partida rápida, siendo la primera mujer en lograrlo.
El 14 de agosto de 2014 Judit anunció al mundo su retirada del ajedrez de competición, siendo la número uno del ranking femenino.
El 20 de agosto de 2015 recibió la más alta condecoración de Hungría, la Gran Cruz de la Orden de San Esteban de Hungría.

## Vida privada
Contrajo matrimonio en 2000 con el veterinario Gustav Font, e hizo dos altos en su carrera, en agosto de 2004 para tener a su hijo Ólivier, y en junio de 2006, para tener a Hanna.

## Palmarés

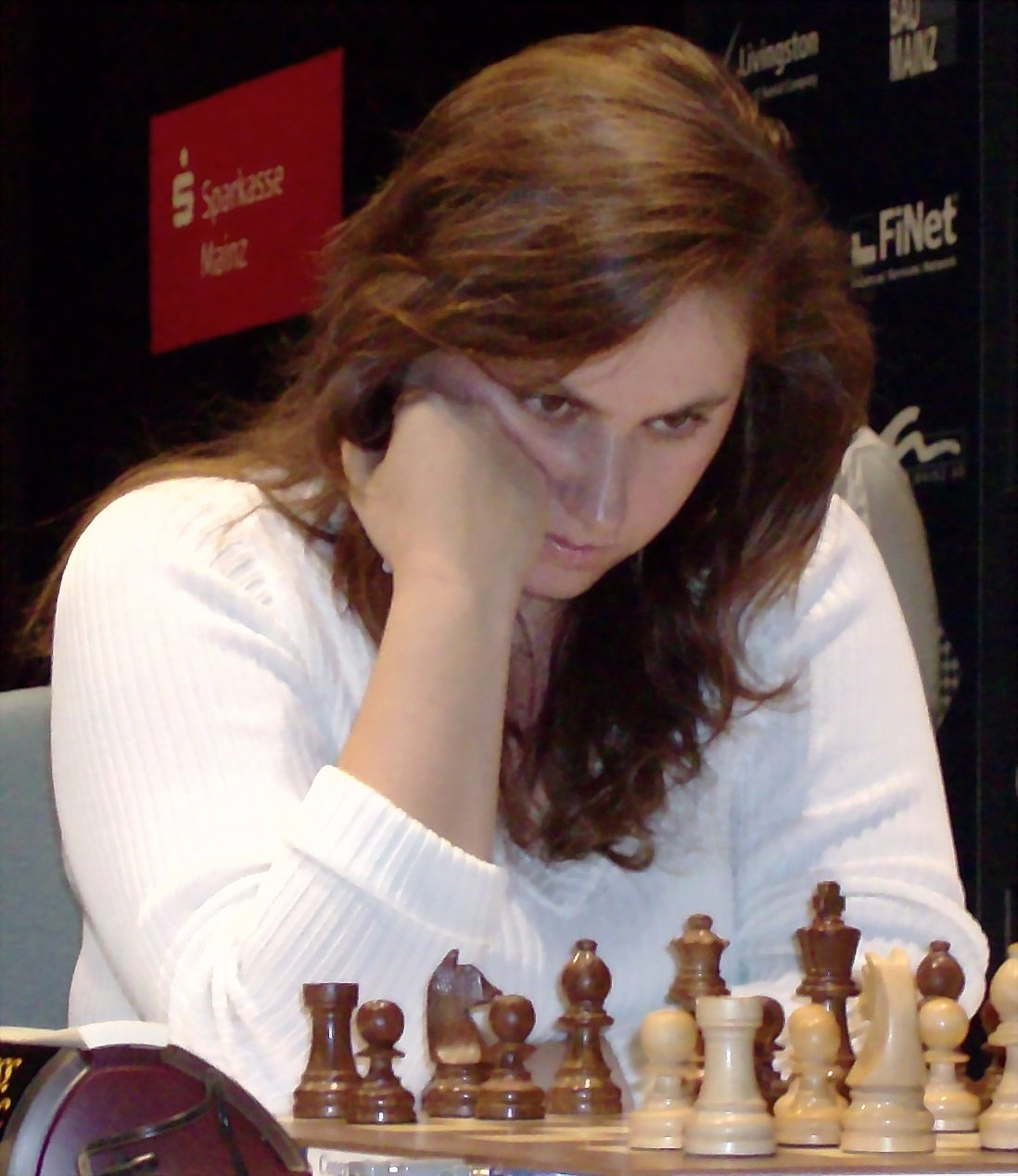
Judit Polgar en 2008

- En 1990 quedó tercera en Nueva Delhi (detrás de Anand y Kamsky). Campeona del mundo infantil en -Wisconsin (EE. UU.). Medalla de oro en la Olimpiada de Novi Sad (Yugoslavia).

- En 1991 fue Campeona Absoluta de Hungría. Se convierte en el Gran Maestro más joven de la historia.

- En 1992 quedó segunda en Madrid y en Nueva York.

- En 1993 quedó primera en Hastings (Inglaterra). Segunda en Dos Hermanas (España). Vence en un duelo al excampeón del mundo Borís Spassky por 4,5-3,5.

- En 1994 logra el mejor resultado de una mujer en la historia del ajedrez al ganar el Torneo Comunidad de Madrid, terminando invicta. Además, cuarta en el Melody Amber de Mónaco (rápidas). Se consolida entre los 15 mejores del mundo.

- En 1995 quedó tercera en el Memorial Donner de Ámsterdam; cuarta en Dos Hermanas; cuarta en Madrid; cuarta en Mónaco (rápidas).

- En 1996 quedó primera con Topálov, en León; quinta en Dortmund.

- En 1997 quedó quinta en Linares, el mejor resultado de su carrera junto al triunfo en Madrid-94

- En 1998 consiguió la medalla de oro en la Olimpiada de Ajedrez de Salónica (Grecia) y ganó el Open de EE. UU.

- En 1999 gana el torneo de Hoogeveen (Holanda, Categoría XIV) por delante de Timman y de Spassky. Este torneo lo ganará más veces y con categorías mayores. Alcanza los cuartos de final en el torneo por el campeonato de Las Vegas; cae ante Jálifman, que a la postre sería el campeón del mundo.

- En 2003 tuvo una actuación memorable en el torneo de Wijk aan Zee (Holanda, Categoría XVIII) derrotando a Anand y sin perder partida. Gana el torneo del Festival ajedrez Japfa (Yakarta, Indonesia. Categoría XVI), su victoria más importante hasta el momento. En el torneo de Mérida (Categoría XVII) Judit acaba a solamente medio punto detrás del ganador. Gana el Festival de Ajedrez Miguel Najdorf (Categoría XVI). Participa en la 34 Olimpíada de ajedrez, en Estambul (Turquía) como tercer tablero y Judit obtiene 10,5 puntos de 13.